# 巴塔尼
阿布·阿卜杜拉·穆罕默德·本·贾比尔·本·锡南·哈兰尼·巴塔尼（阿拉伯语：‎，约858年—929年），一般简称为巴塔尼（阿拉伯语：‎），阿拉伯帝國時期的穆斯林天文家、数学家。欧洲人称之为阿尔巴特尼乌斯（拉丁語：Albategnius）。
巴塔尼主要从事天文测量工作。他发现了太阳远地点的进动，并测量出了黄赤交角。他改进了托勒密的《天文集》，用三角学取代了传统的几何计算。他的作品《天文論著》影响了欧洲的天文学家哥白尼。